# کالینگ
کالینگ (به انگلیسی: The Calling) یک گروه راک آمریکایی است که در سال ۱۹۹۶ توسط الکس بند خواننده اصلی- ترانه‌سرا و آرون کمین گیتاریست در لس آنجلس، کالیفرنیا تشکیل شد. گروه فعلی و رسمی گروه (از سال ۲۰۲۰) متشکل از الکس بند، دنیل تامسون و تراویس لوفمن است، هر دو نفر اخیر در سال ۲۰۱۶ به د کالینگ پیوستند. آنها بیشتر به خاطر تک آهنگ معروف "Wherever You Will Go" شناخته می‌شوند که به مدت ۲۳ هفته در رده ۴۰ بزرگسالان قرار گرفت و آن به عنوان دومین شماره طولانی در چارت معرفی شد و بعداً آهنگ شماره یک دهه ۲۰۰۰ را در فهرست بزرگسالان پاپ توسط مجله بیلبورد نامگذاری شد. اولین آلبوم آنها Camino Palmero در ژوئیه ۲۰۰۱ منتشر شد و موفقیت تجاری داشت.
آلبوم دوم آنها "Two"، در ژوئن ۲۰۰۴ منتشر شد. تک آهنگ اصلی «زندگی ما» در مراسم اختتامیه بازی‌های المپیک تابستانی ۲۰۰۴ و همچنین آهنگ افتتاحیه هفتاد و هشتمین دوره جوایز اسکار به نمایش درآمد.
این گروه در سال ۲۰۰۵ از فروپاشید، اما در سال ۲۰۱۳، کالینگ با یک ترکیب جدید اصلاح گردید.

## اعضا
در طول دوره فعالیت این گروه، اعضا چه در تور و چه در استودیو تغییر کرده‌اند.

### اعضای کنونی
- الکس بند - خواننده اصلی، ترانه‌سرا (۱۹۹۶–۲۰۰۵، ۲۰۱۳– تاکنون)؛ گیتار ریتم (۲۰۱۵_تاکنون)
- دنیل تامسون - درامز، سازهای کوبه ای (۲۰۱۴_تاکنون)
- تراویس لوفمن - گیتاریست اصلی (۲۰۱۶_تاکنون)؛ گیتار بیس (۲۰۲۰_تاکنون)

### اعضای کنونی تور
- کوبی فینک - گیتار بیس، همخوان (۲۰۱۶_تاکنون)
- رایان لوانت - کیبورد، همخوان (۲۰۱۶_تاکنون)

### اعضای پیشین
- آرون کمین - گیتاریست اصلی، ترانه‌سرا (۱۹۹۶–۲۰۰۵)
- شان وولستن هولم - گیتار ریتم، همخوان (۱۹۹۶–۲۰۰۲)
- بیلی مولر - گیتار بیس (۱۹۹۶–۲۰۰۲)
- نیت وود - درامز، سازهای کوبه ای، همخوان (۱۹۹۶–۲۰۰۲)
- دینو منگین - گیتار ریتم (۲۰۰۲–۲۰۰۳)
- شان کیپ - گیتاریست اصلی، همخوان(۲۰۱۳)
- جیک فرس - گیتار بیس (۲۰۱۳)
- آرت پاچکو - درامز، سازهای کوبه ای (۲۰۱۳)

### اعضای سابق تور
- کاوه رستگار - گیتار بیس (۲۰۰۴)
- کوری بریتز - گیتار بیس، کیبورد، صدای خواننده پشتیبان (۲۰۰۴–۲۰۰۵) -
- جاستین دریکو-گیتار لید (۲۰۰۴–۲۰۰۵)
- دنیل دامیکو - گیتار ریتم، کیبورد، بک وکال (۲۰۰۴–۲۰۰۵)
- جاستین مایر - طبل، سازهای کوبه ای (۲۰۰۴–۲۰۰۵)
- ال بری - گیتار بیس (۲۰۱۶)

## ترانه‌شناسی

### آلبوم‌های استودیویی
- جاده پالمرو (به انگلیسی:Camino Palmero)؛ (۲۰۰۱)
- دو (به انگلیسی: Two)؛ (۲۰۰۴)